# Neopsittacus
Genre
Le genre Neopsittacus comprend deux espèces de perroquets endémique de Nouvelle-Guinée. Le nom du genre est issue de deux termes latins signifiant respectivement nouveau et perroquet.

## Liste des espèces
D'après la classification de référence (version 6.4, 2016) du Congrès ornithologique international (ordre phylogénique) :
- Neopsittacus musschenbroekii – Lori de Musschenbroek
- Neopsittacus pullicauda – Lori émeraude